# اچ‌ام‌اس سندفلای (۱۸۷۲)
اچ‌ام‌اس سندفلای (۱۸۷۲) (به انگلیسی: HMS Sandfly (1872)) یک کشتی بود که طول آن ۷۷ فوت ۰ اینچ (۲۳٫۵ متر) بود. این کشتی در سال ۱۸۷۲ ساخته شد.